# Amalio de Marichalar y Bruguera
Amalio de Marichalar y Bruguera (Madrid, 13 de mayo de 1912-Madrid, 26 de diciembre de 1978) fue un militar español, VIII  conde de Ripalda. 

## Biografía
Fue hijo de Luis de Marichalar y Monreal, sexto marqués de Ciria, vizconde de Eza y político español, y de María de la Encarnación Bruguera y Molinuevo.
Se casó el 25 de julio de 1957 con María de la Concepción Sáenz de Tejada y Fernández de Bobadilla en Torrecilla en Cameros (La Rioja), pueblo natal de su suegro.
Fue recibido como caballero divisero hijodalgo del Ilustre Solar de Tejada.
Tuvieron seis hijos:
- Amalio Joaquín de Marichalar y Sáenz de Tejada, ix conde de Ripalda casado con Amalia de Corral y Rosillo.
- Ana de Marichalar y Sáenz de Tejada  casada con Luis Coronel de Palma y Martínez de Agulló el 1 de septiembre de 1989.[2]
- Álvaro de Marichalar y Sáenz de Tejada que se casó el 25 de septiembre de 2010 con Ekhateryna Anikieva. Separados en 2014.[3]
- Jaime de Marichalar y Sáenz de Tejada  que se casó el 18 de marzo de 1995 con la Infanta Elena de Borbón, duquesa de Lugo. Divorciados el 21 de enero de 2010.
- Luis María de Marichalar y Sáenz de Tejada casado con María Belén Fonollá y Gil.
- Ignacio de Marichalar y Sáenz de Tejada casado con María Fernanda de Foncuberta y de la Peña.

## Distinciones honoríficas
- Caballero Divisero Hijodalgo del Ilustre Solar de Tejada.[1]